# Yaracuy (rijeka)
Yaracuy je rijeka na sjeverozapadu Venezuele, duga 135 km, najveća rijeka savezne države Yaracuy, po kojoj je ta država dobila ime.

## Riječni tijek
Yaracuy izvire u Karipskim Andama, na obroncima planine Sorte na nadmorskoj visini od 770 metara u Državi Yaracuy. Od izvora teče prema sjeveroistoku do ušća u Karipsko more.
U gornjem toku rijeke je 1972. podignuta brana za akumulacijsko jezero Cumaripa, veliko 435 km², koje služi za opskrbu pitkom vodom grada San Felipe i navodnjavanje doline.
Sliv rijeke Yaracuy koji iznosi 2.280 km².
Najveće pritoke rijeke slivaju se sa sjeverozapada, a to su; Urachiche, Guama, Cocorote, Yurubi, Cocorotico i Macagua, dok se s juga slijevaju Taria i Canaobito.

## Vanjske poveznice
|  | Zajednički poslužitelj ima još gradiva o temi Yaracuy (rijeka) |

- Caracterización general de la cuenca del rio Yaracuy na portalu Monografias (šp.)